# Folio collection générale
 (mai 2021).
La collection générale des livres de poche éditée par les Éditions Gallimard sous la marque Folio est lancée en 1972, avec La Condition humaine de André Malraux. La collection comprend 4604 ouvrages.